# Holotrichia nepalensis
Holotrichia nepalensis är en skalbaggsart som beskrevs av Frey 1972. Holotrichia nepalensis ingår i släktet Holotrichia och familjen Melolonthidae. Inga underarter finns listade i Catalogue of Life.